# Adolf-Grimme-Preis 2001
Der 37. Adolf-Grimme-Preis wurde 2001 verliehen. Die Preisverleihung fand am 23. März 2001 im Theater Marl statt. Die Moderation übernahm dabei Roger Willemsen.
Im Rahmen der Veranstaltung wurden neben dem Adolf-Grimme-Preis noch weitere Preise, unter anderem auch der „Publikumspreis der Marler Gruppe“, vergeben.

## Preisträger

### Adolf-Grimme-Preis mit Gold

#### Fiktion & Unterhaltung
- Laila Stieler (Buch), Andreas Dresen (Regie), Gabriela Maria Schmeide (Darsteller) und Axel Prahl (Darsteller) (für die Sendung Die Polizistin, WDR)

#### Information & Kultur
- Thomas Giefer (für Buch und Regie zu Politische Morde: Mord im Kolonialstil, WDR)
- Eyal Sivan (für Regie und Produktion von Ein Spezialist, WDR)

#### Spezial
- Hans W. Geißendörfer (für die Sendereihe Lindenstraße, WDR)

### Adolf-Grimme-Preis

#### Fiktion & Unterhaltung
- Fatih Akin (Buch und Regie), Adam Bousdoukos (Darsteller), Aleksandar Jovanovic (Darsteller) und Mehmet Kurtuluş (Darsteller) (für die Sendung Kurz und schmerzlos, ZDF)
- Dennis Gansel (Regie) und Jürgen Vogel (Darsteller) (für die Sendung Das Phantom, ProSieben)
- Christian Jeltsch (Buch), Vivian Naefe (Regie) und Stephanie Gossger (Darstellerin) (für die Sendung Einer geht noch, BR / SWF / Arte)
- Hendrik Handloegten (für Buch und Regie zu Paul Is Dead, ZDF)
- Andreas Kleinert (Regie), Jürgen Jürges (Kamera), Cornelia Schmaus (Darstellerin) und Hilmar Thate (Darsteller) (für Wege in die Nacht, ZDF)

#### Information & Kultur
- Georg M. Hafner (für Idee und Konzeption von Das rote Quadrat, HR)
- Klaus Scherer (für Buch und Regie zu Kamikaze – Todesbefehl für Japans Jugend, NDR / Arte)
- Marcus Vetter (für Buch und Regie zu Wo das Geld wächst! - Die EM.TV-Story, SWR)

#### Spezial
- Colin Luke, Adam Alexander und T. Celal (für Idee und Entwicklung von Mein Gott, Europa!, Arte / BBC Two / TV4)
- Christiane Hörbiger (für ihre Darstellung in Schwiegermutter, ZDF, Julia – Eine ungewöhnliche Frau, SR und Schimanski muss leiden, WDR)

### Besondere Ehrung
- Gunther Witte (für die Beeinflussung des Fernsehspiels beim WDR)

### Sonderpreis des Ministeriums für Städtebau und Wohnen, Kultur und Sport von Nordrhein-Westfalen
- Ullrich H. Kasten (Buch und Regie) und Jens-Fietje Dwars (Buch) (für die Sendung Über den Abgrund geneigt, ORB / SFB / SWR)

### Publikumspreis der Marler Gruppe
- Jürgen Vogel (Darsteller) und Nadeshda Brennicke (Darsteller) (für die Sendung Das Phantom, ProSieben)